# Vườn quốc gia Taman Negara

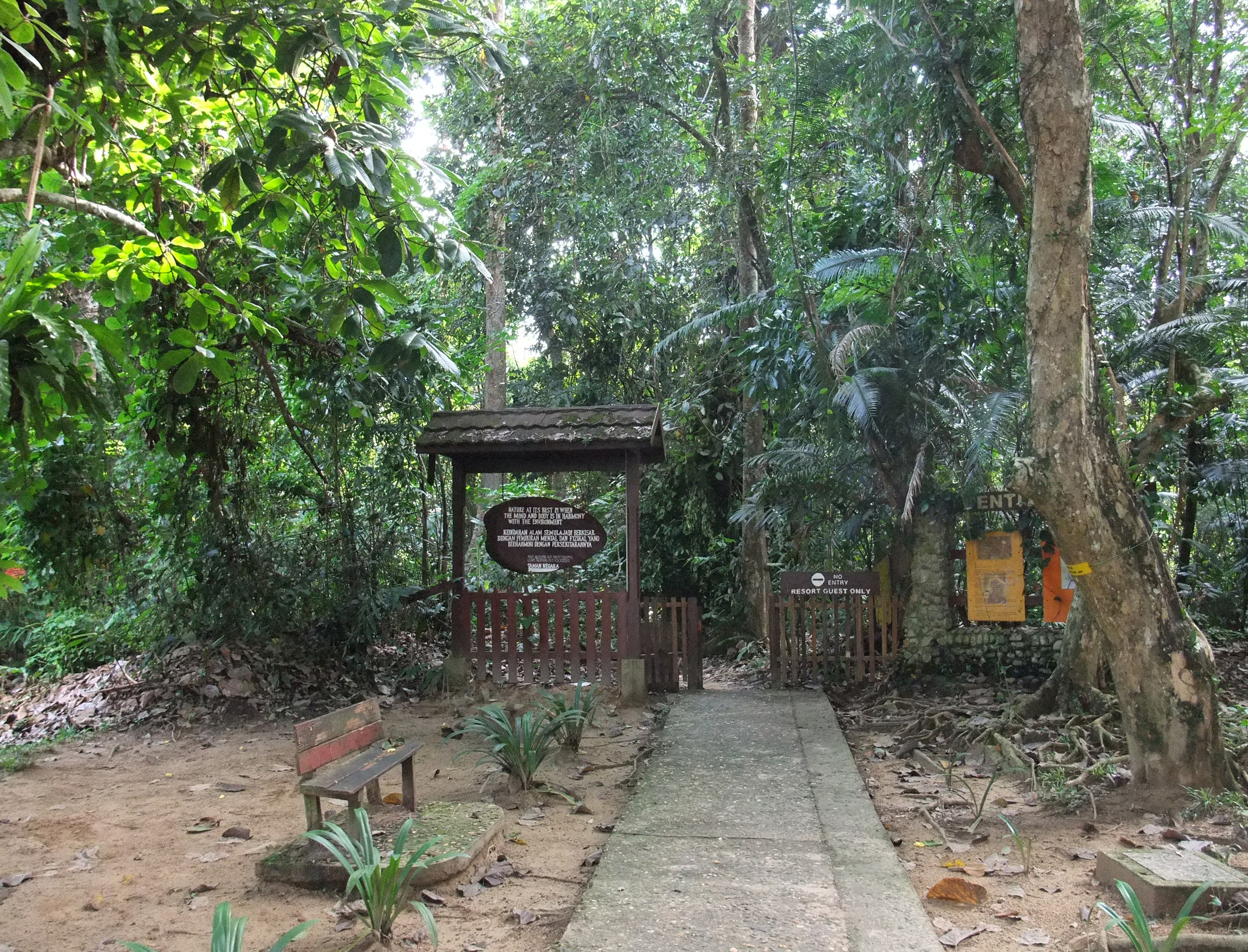
Lối vào Kuala Tahan

Taman Negara là một vườn quốc gia được thành lập vào năm 1938/1939 trên khu vực dãy Titiwangsa với cái tên ban đầu là Vườn quốc gia Vua George V. Sau khi độc lập, nó được đổi tên thành Taman Negara có nghĩa là "vườn quốc gia" trong tiếng Mã Lai. Tổng diện tích của vườn quốc gia này là 4.343 km&sup2. Vườn quốc gia này nổi tiếng khi nơi đây có một trong những khu rừng mưa nhiệt đới lâu đời nhất thế giới, ước tính lên đến 130 triệu năm tuổi. Khu rừng mưa lâu đời nhất thế giới thuộc về rừng mưa nhiệt đới Daintree ở Queensland, Úc khi ước tính nó đạt 135 - 180 triệu năm tuổi.
Vườn quốc gia Taman Negara nằm trên ba tiểu bang Pahang, Kelantan và Terengganu và được quản lý theo mỗi đạo luật riêng của từng bang. Phần diện tích lớn nhất của vườn nằm tại bang Pahang (2.477 km²), tiếp theo là Kelantan (1.043 km²) và Terengganu (853 km²)
Vườn quốc gia phát triển với mục đích trở thanh một địa điểm du lịch sinh thái nổi tiếng ở Malaysia. Tại đây có một số điểm tham quan địa chất và đa dạng sinh học. Gunung Tahan (núi Tahan) là điểm cao nhất Malaysia bán đảo (phần bán đảo Bán đảo Mã Lai của Malaysia). Đỉnh núi là địa điểm leo núi phổ biến, có thể bắt đầu khởi hành từ làng Kuala Tahan hoặc thị trấn Merapoh.
Vườn quốc gia là nhà của một số loài động vật có vú quý hiếm và có nguy cơ tuyệt chủng bao gồm Hổ Mã Lai, khỉ đuôi dài, Bò tót Mã Lai, voi Ấn Độ; các loài chim như Trĩ sao, gà rừng lông đỏ và số ít loài Gà tiền Mã Lai. Sông Tahan được vệ để bảo tồn loài cá Mahseer (tiếng Mã Lai là kelah ikan, tên gọi chung cho các loài cá của chi Tor và Neolissochilus)
Những địa điểm hấp dẫn khác được tìm thấy gần Kuala Tahan (trụ sở của vườn quốc gia ở Pahang) bao gồm một lối đi trên các tán cây, Gua Telinga (hệ thống hang động), Lata Berkoh (thác). Du khách có thể tận hưởng cảnh quan hoang sơ của những khu rừng mưa nhiệt đới, ngắm các loài chim hay phượt rừng hay ngắm nhìn quang cảnh trên sông Tahan.
Tất cả du khách đến công viên phải có giấy phép của Bộ Động vật hoang dã và Vườn quốc gia Malaysia.